# 王表 (成化進士)
王表（1440年—？），字大章，河南汝寧府西平縣人，民籍，明朝政治人物。

## 生平
河南鄉試第二十四名舉人。成化十七年（1481年）中式辛丑科會試第九十名，三甲第十九名進士。

## 家族
曾祖王彬；祖父王清；父王原，母張氏。慈侍下。